# Hoya arnottiana
Hoya arnottiana är en oleanderväxtart som beskrevs av Robert Wight. Hoya arnottiana ingår i släktet Hoya och familjen oleanderväxter. Inga underarter finns listade i Catalogue of Life.